# Wulf Rittscher

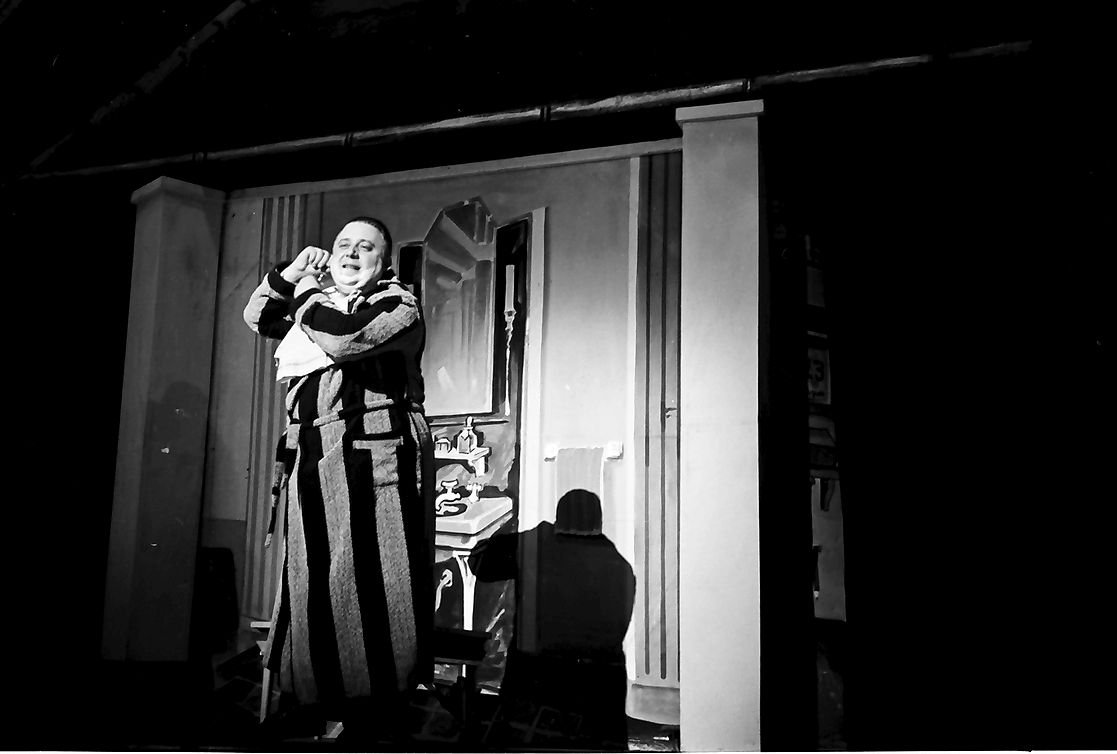
Wulf Rittscher im Kabarett der Komiker, 1938

Wulf Rittscher, eigentlich Wulff Hemberger-Rittscher (* 16. August 1902 in Lübeck; † 10. März 1957 Berlin (West)) war ein deutscher Schauspieler.
In den 1920er Jahren trat er in deutschen Theatern auf. Er führte Regie am Berliner Theater.
Nach dem Zweiten Weltkrieg spielte er unter anderem am Metropol-Theater in Berlin.
Mehrfach wirkte er in Märchenfilmen von Fritz Genschow mit.

## Filmografie (Auswahl)
- 1948: Die seltsamen Abenteuer des Herrn Fridolin B.
- 1953: Wenn der weiße Flieder wieder blüht
- 1954: Auf der Reeperbahn nachts um halb eins
- 1954: Hänsel und Gretel
- 1955: Der Struwwelpeter
- 1955: Ina, Peter und die Rasselbande
- 1955: Till Eulenspiegel beim Schmied (TV)
- 1955: Dornröschen
- 1955: Frau Luna (TV)
- 1955: Marysa (TV)
- 1956: Sekondeleutnant Saber (TV)
- 1956: Tischlein, deck dich
- 1956: Max und Moritz
- 1956: Charleys Tante
- 1956: Johnny Belinda (TV)
- 1956: Die Christel von der Post
- 1956: Das Sonntagskind